# بناتي حياتي (مسلسل)
بناتي وحياتي مسلسل سوري كوميدي يحكي عن أب لديه أربع بنات جميلات في سن الزواج، وتحدث مفارقات كوميدية. عُرض في رمضان 2012 بعد أن غاب الفنان فادي غازي عن الموسم السابق، والمسلسل من تأليفه وإخراجه أيضا.

## قصة المسلسل
يعتمد المسلسل على الكوميديا الخفيفة، يمتد لثلاثين حلقة مدة كل حلقة ربع ساعة. يعرض حكاية رجل لديه أربع فتيات في سن الزواج وهؤلاء الفتيات شقيات كثيراً ويورطن الأب في مشاكل هو بغنى عنها، وفي كل حلقة تدخل شخصية جديدة. تحصل مفارقات تشبه حياتنا اليومية وقصصها التي يمكن أن تحدث في أي عائلة فهذه أسرة لديها فتيات لديهن طموح في الشهرة والاستقرار والزواج أما ضيوفها فهم من نجوم الدراما السورية لكن وقع هذه المشاكل تكون على رب الأسرة بالعادة، شخصية الأب الذي كان يعاني التعب والفقر والآن يعاني أكثر من مسؤوليته مع هؤلاء الفتيات وخصوصاً أنه رجل يحب التمتع بحياته بطريقته لذلك كان عنوان المسلسل بناتي وحياتي.

### الشخصيات
- رولا أبيض تجسد دور الأخت الصغرى المدللة من الجميع، تحب النميمة في البيت ما ينتج سوء تفاهم بين الجميع وذلك عن طريق نقل الأخبار التي تتسبب بحدوث المشاكل، لا تتورع عن القيام بعمل مقالب بأبيها.
- مايا محفوض وهي طالبة تدرس في الجامعة وكل همها الزواج تحب أحد زملائها وهو شاب لطيف ويحدث صراع بين ما تريده وما يريده أهلها ولكن شقاوتها تجعلها تتسبب بمشاكل إضافية للجميع.
- هلا يماني أنها وبعد أن تشكل مع أخواتها فرقة موسيقية تشبه فرقة الفوركاتس ويقمن بتسجيل أغنية تنجح كثيراً يحضر شخص للمؤتمر الصحفي الذي يقام من أجل تسويق الأغنية هذا الشخص يدعي أنه أمير ويطلب يدها للزواج وتسافر معه لتكتشف أنه متزوج من ثلاث نساء غيرها ويبدأ بإساءة المعاملة حتى تطلب منه الطلاق.
- لميس عفيفي تلعب دور البنت الكبرى في الأسرة، وهي دائماً تخطط وتقوم بتنفيذ مؤامرات في العائلة ولكن جميع خططها ومؤامراتها تفشل.